# Arena Larvik
Arena Larvik är en arena som finns i Larvik, Norge och som öppnades den 18 september 2009. Arenan är hemmaplan för Larvik HK och rymmer 4 000 åskådare vid handbollsmatcher. Arena Larvik användes vid damernas Handbolls-EM 2010.